# Scopula aniara
Scopula aniara là một loài bướm đêm trong họ Geometridae.